# Sevã (cidade)
Sevã (em armênio/arménio: Սևան; romaniz.: Sevan) é uma cidade na Armênia, na província de Guelarcunique. De acordo com o censo de 2011, a população da cidade era de 19.229 habitantes. 